# هانتوم
هانتوم (به هلندی: Hantum) یک منطقهٔ مسکونی در هلند است که در دونگرادیل واقع شده‌است. هانتوم ۴۰۴ نفر جمعیت دارد.